# Gernot Wolfram
Gernot Wolfram (* 8. August 1975 in Zittau) ist ein deutscher Journalist und Schriftsteller.

## Leben
Gernot Wolfram wuchs in Nürtingen auf. Er studierte Germanistik und Kommunikationswissenschaft in Tübingen und an der Freien Universität Berlin. Sein Studium schloss er dort 2005 mit seiner Dissertation über Paul Celan und Chaim Nachman Bialik ab. Wolfram ist auch journalistisch tätig für die Frankfurter Allgemeine Zeitung, Die Welt und die Süddeutsche Zeitung. Er lebt heute in Berlin.
Wolfram war 1995 einer der Preisträger im „Landeswettbewerb für Deutsche Sprache und Literatur Baden-Württemberg“ für Schülerinnen und Schüler. Er erhielt 2002 den Walter-Serner-Preis und wurde 2010 Inselschreiber auf Sylt.

## Werke
- Freundschaft mit Sisyphos, Tübingen [u. a.] 1999
- Der Fremdländer, München 2003
- Samuels Reise, München 2005
- Birg mich – interkultureller Dialog und jüdische Identität bei Paul Celan und Chajim N. Bialik, Berlin [u. a.] 2006 (Zugleich Dissertation FU Berlin 2005)
- Paul Mühsam: der Widerstand der Wörter; ein Leben zwischen Deutschland und Palästina. (1876–1960). Stiftung Neue Synagoge Berlin, Centrum Judaicum, Hentrich und Hentrich, Teetz / Berlin 2006, ISBN 3-938485-37-X (= Jüdische Miniaturen. Band 55).
- Paul Celan: 1920 - 1970, der Dichter des Anderen. Hrsg. von Hermann Simon. Stiftung Neue Synagoge Berlin, Centrum Judaicum, Hentrich & Hentrich, Teetz / Berlin 2009, ISBN 978-3-941450-07-3 (= Jüdische Miniaturen, Spektrum jüdischen Lebens. Band 90).
- Das Wüstenhaus, Berlin 2011
- Die Kunst, für sich selbst zu sprechen, Bonn: Bundeszentrale für politische Bildung 2018. Schriftenreihe Band 10239. ISBN 978-3-7425-0239-1.
- Kontinentpfade. Eine kurze Anleitung, Europa lieben zu lernen. Berlin/Leipzig: Hentrich & Hentrich 2020. ISBN 978-3-95565-346-0.